# Héctor Damián Steinert
Héctor Damián Steinert is een Argentijns profvoetballer die sinds 2011 bij Club Atletico 3 de Febrero speelt.Eerder geeft hij nog bij grote ploegen gespeeld zoals CA Newell’s Old Boys, Racing Club de Avellaneda en Bursaspor.